# Quatuor à cordes no 1 de Janáček
Le premier quatuor à cordes de Leoš Janáček a été écrit durant le mois d'octobre 1923 et révisé entre le 30 octobre et le 7 novembre 1923. Il est surnommé La Sonate à Kreutzer en référence à l'œuvre de Léon Tolstoï. Le compositeur s'est déjà inspiré de cette nouvelle pour un trio à cordes et une ébauche de quatuor, les deux pièces ayant été perdues.[réf. nécessaire] La première eut lieu à Prague le 17 octobre 1924.
Le quatuor est constitué de quatre mouvements et son exécution dure approximativement 15 minutes. Il reprend la chronologie de la nouvelle jusqu'au meurtre final dans le dernier mouvement :
1. Adagio. Con moto
2. Con moto
3. Con moto – vivo – andante
4. Con moto (adagio) – più mosso